# Yamaha XJR 1300
Yamaha XJR 1300 – motocykl typu naked-bike, zbudowany przez japońską firmę Yamaha model XJR 1300 to kontynuacja, a zarazem usprawniona wersja XJR 1200. Motocykl z racji swoich rozmiarów oraz potężnego silnika zaliczany jest do kategorii muscle-bike. Wersję na rynek niemiecki mają ograniczona moc do 98KM.

## Znaczące zmiany
- 1999 r. RP02

Pierwsza generacja modelu XJR 1300, rozwiercono cylindry do poj. 1251 cm³, poprawiono błędy w stosunku do modelu XJR 1200
- utwardzone przednie zawieszenie
- węższa przednia opona, poprawiająca sterowność
- zmieniono przednie hamulce
- brak żeliwnych tulei cylindrowych, inaczej wyprofilowana lampa oraz boczki, to tylko nieliczne zmiany z bardzo długiej listy.
- jako opcja dostępny jest model w dwukolorowym malowaniu oraz z tylnym zawieszeniem öhlins wraz z innym przełożeniem pozwalającym osiągać prędkość 220km/h, taki pakiet nosił nazwę SP.
- 2002 r. RP06

- zmieniony kształt baku
- zmieniona kanapa
- dłuższe przełożenie napędu
- lżejsze koła
- kolanka wydechowe o większych średnicach
- dłuższe amortyzatory ohlins
- sztywniejsze przednie i tylne zawieszenie
- światła awaryjne
- opcja SP montowana od teraz seryjnie (znika oznaczenie SP)
- 2004 r. RP10

- immobilizer
- cyfrowy wskaźnik przebiegu oraz ilości paliwa
- usztywnione zawieszenie
- poprawione hamulce
- koła od FZS 1000
- większe wydechy
- 2007 r. RP19

- przebudowany silnik pod wtrysk paliwa
- wtrysk paliwa
- wydech 4w2w1
- w pełni regulowane przednie zawieszenie
- białe klosze kierunkowskazów, tylna lampa LED